# Enrique de Arfe
Pour les articles homonymes, voir Arfe.

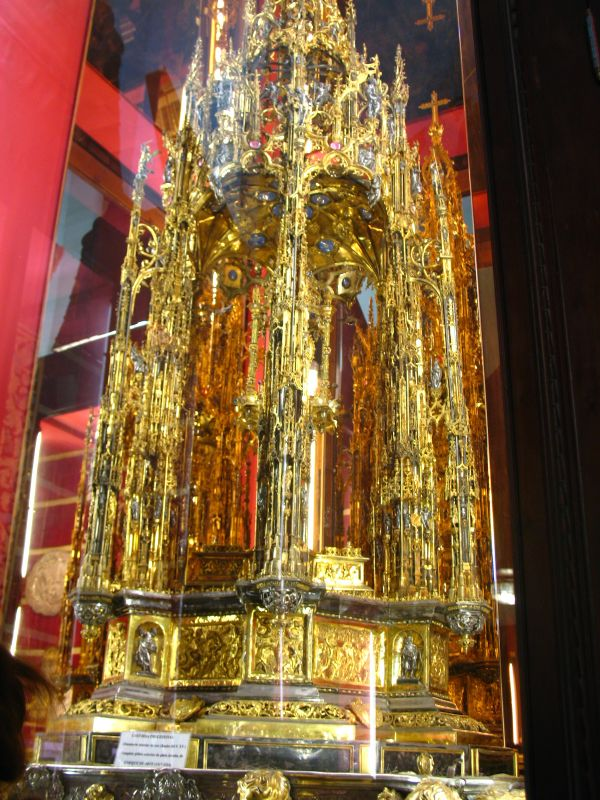
Ostensoir de la Cathédrale de Tolède réalisée par Enrique de Arfe entre 1515 et 1524

Enrique de Arfe (1475 - 1545) est un orfèvre d'origine rhénane principalement actif en Espagne. Né Heinrich von Harff, il arrive en Castille vers 1500 et s'installe à León en 1506 où il fonde la plus célèbre dynastie d'orfèvres espagnols du siècle d'or : son fils Antonio de Arfe et son petit-fis Juan de Arfe sont également de grands orfèvres.
L'arrivée en Espagne de l'or venu des Amérique a permis la réalisation d'un grand nombre d'ostensoirs et de custodes d'argent ou d'or. Enrique de Arfe est l'auteur de la première des grandes œuvres de ce genre : la custode de la Cathédrale de Tolède commandée  par  l'archevêque de Tolède Francisco Jiménez de Cisneros et réalisée entre 1515 et 1524. Haute de 3 mètres, réalisée en argent et vermeil, elle pèse 172 kilos. Représentative du Gothique fleuri, elle est ornée de 260 statuettes et d'innombrables pierres précieuses. Enrique de Arfe a aussi réalisé des custodes pour les cathédrales de León, Córdoba, Cadix et Sahagún.